# Adrian Nikci
Adrian Nikci (Sarajevo, 10 november 1989) is een Zwitsers voetballer van Albanese afkomst die bij voorkeur als middenvelder speelt. Hij tekende in juni 2015 een contract tot medio 2016 bij 1. FC Union Berlin, dat hem transfervrij overnam van 1.FC Nürnberg. Nikci speelde voor Zwitserland U-19 en Zwitserland U-21.